# Церковь Святого Духа (Ландсхут)
Церковь Святого Духа (нем. Heilig-Geist-Kirche) — римско-католическая церковь, расположенная в центре баварского города Ландсхут; здание, относящееся к приходу церкви Святого Мартина, было построено по проекту архитектора Ганса фон Бургхаузена в 1407—1461 годах и достраивалось уже в XVI веке.